# Pritchardia vuylstekeana
Pritchardia vuylstekeana là loài thực vật có hoa thuộc họ Arecaceae. Loài này được H.Wendl. miêu tả khoa học đầu tiên năm 1883.